# Irina Gordeyeva
Pour les articles homonymes, voir Gordeïeva.
Irina Gordeyeva (en russe : Ирина Андреевна Гордеева, Irina Andreïevna Gordeïeva), née le 9 octobre 1986 à Leningrad, est une athlète russe, spécialiste du saut en hauteur.

## Biographie
Irina Gordeyeva remporte la médaille de bronze des Championnats d'Europe d'Helsinki, derrière l'Espagnole Ruth Beitia et la Norvégienne Tonje Angelsen, terminant ex æquo avec 1,92 m avec l'Ukrainienne Olena Holosha et la Suédoise Emma Green Tregaro. Elle termine 10e des Jeux olympiques de Londres puis 9e des championnats du monde de Moscou.
À Cottbus, en janvier 2009, elle franchit 2,01 m en salle. Son record en plein air est de 2,04 m, obtenu à Eberstadt le 19 août 2012.
Le 25 février 2016, à Moscou, Gordeyeva devient championne de Russie en salle avec 1,94 m, devançant Mariya Kuchina aux essais. Elle égale cette marque en plein air le 26 mai à Sotchi.
Le 9 juillet 2017, elle est autorisée à concourir aux compétitions internationales en tant qu'athlète neutre autorisée, à la suite de la suspension en 2015 de la Russie par l'IAAF pour dopage d'État. Le 29 juillet, elle est sélectionnée pour participer aux Championnats du monde de Londres

## Vie privée
Elle se marie le 21 juin 2016 avec son compatriote Ivan Ukhov, champion olympique de la même discipline en 2012. Ils ont une fille, née en 2014.

## Palmarès
| Date                      | Compétition                       | Lieu                   | Résultat               | Marque                 |
| Représentant la Russie    | Représentant la Russie            | Représentant la Russie | Représentant la Russie | Représentant la Russie |
| ------------------------- | --------------------------------- | ---------------------- | ---------------------- | ---------------------- |
| 2003                      | Championnats du monde jeunesse    | Sherbrooke             | 7e                     | 1,75 m                 |
| 2004                      | Championnats du monde juniors     | Grosseto               | 9e                     | 1,80 m                 |
| 2005                      | Championnats d'Europe juniors     | Kaunas                 | 4e                     | 1,82 m                 |
| 2009                      | Championnats d'Europe en salle    | Turin                  | 5e                     | 1,92 m                 |
| 2009                      | Finale mondiale                   | Thessalonique          | 5e                     | 1,94 m                 |
| 2011                      | Championnats d'Europe par équipes | Stockholm              | 4e                     | 1,89 m                 |
| 2011                      | Universiade                       | Shenzhen               | 4e                     | 1,86 m                 |
| 2012                      | Championnats d'Europe             | Helsinki               | 3e                     | 1,92 m                 |
| 2012                      | Jeux olympiques                   | Londres                | 9e                     | 1,93 m                 |
| 2013                      | Championnats du monde             | Moscou                 | 8e                     | 1,93 m                 |
| En tant qu'athlète neutre |                                   |                        |                        |                        |

## Records
| Épreuve         | Épreuve      | Performance | Lieu      | Date            |
| --------------- | ------------ | ----------- | --------- | --------------- |
| Saut en hauteur | En plein air | 2,04 m      | Eberstadt | 19 août 2012    |
| Saut en hauteur | En salle     | 2,01 m      | Cottbus   | 28 janvier 2009 |